# Jonathan Dwight
Pour les articles homonymes, voir Dwight.
Jonathan Dwight est un ornithologue américain, né le 8 décembre 1858 à New York et mort le 22 février 1929 dans cette même ville.

## Biographie
Il est le fils de Jonathan et de Julia Lawrence née Hasbrouck. Après des études à Madison (New Jersey), puis à New York, il entre à l’université Harvard en 1876. Très tôt, à 14 ans, il se passionne pour les oiseaux et la récolte de leurs œufs. Il fréquente le Nuttall Ornithological Club de Cambridge et se lie alors d’amitié avec un groupe de jeunes ornithologues qui joueront un rôle considérable dans l’histoire de cette discipline aux États-Unis d'Amérique.
C’est durant son service militaire, en 1889 où, outre l’apprentissage du tir qui lui servira pour l’étude des oiseaux, il commence à s’intéresser à la médecine et entre alors à l’école de médecine de l’université Columbia où il est diplômé en 1893.
Dwight s’intéresse notamment aux variations de la structure du plumage et des ailes.. Sa connaissance de ces variations le conduit à participer aux travaux du comité de nomenclature de l’American Ornithologists' Union (AOU). Ses collections sont si importantes, qu’elles sont conservées par l’American Museum of Natural History en 1909. Le muséum manquant de matériel sur l’Amérique centrale, Dwight commence à s’intéresser à la faune de cette région et notamment du Costa Rica et du Guatemala. Mais l’état de santé de Dwight l’oblige à interrompre ses recherches. Il se marie en 1901 avec Georgina Gertrude Rundle qui décède deux ans plus tard puis, en 1914, avec Ethel Gordon Wishart Adam.
Sa collection compte, au moment de sa mort, plus de 65 000 peaux, parfaitement conservées et cataloguées. À l’exception d’une collection de nids, c’est l’American Museum of Natural History qui reçoit, à la mort de Dwight, ses collections ainsi que sa riche bibliothèque dont certains des plus anciens livres d’ornithologie des États-Unis. Il préside de 1923 à 1929 l’AOU dont il a fait partie dès sa création le 26 septembre 1883. Il fait également partie de la Société nationale Audubon et de la Société linnéenne de New York.

## Publications
(Liste partielle)
- The Horned Larks of North America, The Auk, Vol. VII, pp. 138–158 (1890)
- Plumages and Molts of the Passerine Birds of New York, Annals of the New York Academy of Sciences 13 : 73-360 (1900)
- Gulls of the World, Bulletin of the American Museum of Natural History (1925)
- A Study of the Scooters of the World